# Edi Rock
Edi Rock (né le 20 septembre 1970 à São Paulo) est un rappeur brésilien.

## Biographie
Edi Rock commence sa carrière en 1984, en se produisant dans des soirées dansantes aux côtés de son partenaire KL Jay. En 1988, dans la banlieue de São Paulo, il fonde avec KL Jay (pt), Mano Brown et Ice Blue le groupe de rap Racionais MC's, duquel il est toujours membre. Edi Rock écrit les morceaux Mágico de Oz, Tempos Difíceis, Negro Drama, A Vida é Desafio et Rapaz Comum, ainsi que plusieurs autres en partenariat avec Mano Brown et Ice Blue. En outre, il écrit un morceau avec le groupe anglais Asian Dub Foundation sur le titre 19 Rebellions à propos des rébellions orchestrées par le PCC (Premier commando de la capitale) en 2001 et de leur exemple d'action organisée contre l'État et le statu quo.
En 2012, Edi Rock sort le morceau That's My Way avec Seu Jorge, qui est nommée pour le VMB Award du « meilleur clip vidéo », où elle perd face à Mil Faces de um Homem Loyal, par les Racionais MC's eux-mêmes.
Dans sa carrière solo, parallèlement au groupe Racionais MC's, Edi Rock sort l'album Contra Nós Ninguém Será, avec certains des plus grands noms de la musique. En 2024, il lance le concert Origens 3 pour commémorer les 40 ans du rap,. Le 6 mars 2025, l'Instituto de Filosofia e Ciências Humanas da Unicamp (IFCH) de l'Unicamp lui décerne un doctorat honoris causa.

## Discographie

### Albums studio
- 1999 : Rapaz Comum II
- 2013 : Contra Nós Ninguém Será
- 2019 : Origens

### Albums live
- 2001 : Racionais MC's Ao Vivo
- 2006 : 1000 Trutas, 1000 Tretas

### DVD
- 2006 : 1000 Trutas, 1000 Tretas

### Avec Racionais MC's
- 1990 : Holocausto Urbano
- 1992 : Escolha o Seu Caminho
- 1993 : Raio-X do Brasil
- 1994 : Racionais MC's
- 1997 : Sobrevivendo no Inferno
- 2001 : Racionais MC's Ao Vivo
- 2002 : Nada como um Dia Após o Outro Dia
- 2006 : 1000 Trutas, 1000 Tretas
- 2014 : Cores & Valores